# Пинзар Іван Олексійович
Іван Олексійович Пинзар (нар. 14 вересня 1941) — радянський футболіст, нападник та півзахисник.

## Життєпис
Футбольну кар'єру розпочав у 1959 році в складі аматорського колективу «Колгоспник» (Новоселиця). У 1962 році отримав запрошення від «Молдови». Дебютував у футболці кишинівського клубу 12 червня 1962 року в переможному (2:0) домашньому поєдинку попереднього етапу підгрупи 1 Класу «А» проти єреванського «Спартака». Іван вийшов на поле в стартовому складі та відіграв увесь матч. У складі «Молдови» зіграв 18 матчів у Класі «А», а навесні 1963 року перейшов до чернівецького «Авангарду», в якому того сезону відзначився 10-а голами в Класі «Б». Наступного року зіграв 2 матчі (3 голи) у кубку СРСР. По ходу сезону 1964 року повернувся в «Молдову». Дебютував після свого повернення за кишинівський колектив 14 липня 1964 року в програному (1:2) виїзному поєдинку 15-о туру 1-ї групи Класу «А» проти московського «Спартака». Пинзар вийшов на поле в стартовому складі та відіграв увесь матч. У складі «Молдови» провів 10 матчів у Класі «А». У 1965 році перейшов до миколаївського «Суднобудівника», кольори якого захищав до 1966 року. У футболці «корабелів» у Класі «Б» зіграв 58 матчів та відзначився 5-а голами, ще 2 поєдинки (1 гол) провів у кубку СРСР. У 1967 році виступав у Першій лізі за кіровоградську «Зірка», але на поле виходив нечасто: зіграв 2 матчі в чемпіонаті та 1 поєдинок у Кубку СРСР. З 1968 по 1973 рік знову виступав у чернівецькій команді, яка змінила свою назву на «Буковина». Всього за «Буковину» провів 249 матчів і забив 37 м'ячів у всіх офіційних турнірах (245 ігор, 34 голи в чемпіонаті та 3 голи в 4 кубкових поєдинках). Окрім цього виступав за молдовські аматорські клуби «Кристал» Фалешти (1969) та «Рубін» Флорешти (1973). Кар'єру футболіста завершив у 1973 році. 

## Досягнення
- Чемпіонат УРСР
  -  Срібний призер (1): 1968